# ドラゴン・タトゥーの女 (2011年の映画)
『ドラゴン・タトゥーの女』（ドラゴン・タトゥーのおんな、原題：The Girl with the Dragon Tattoo）は、2011年のアメリカのミステリー映画。スティーグ・ラーソンの推理小説『ミレニアム1 ドラゴン・タトゥーの女』を原作としており、2009年に公開されたスウェーデン版映画『ミレニアム ドラゴン・タトゥーの女』に次ぐハリウッド映画化である。

## 製作
2010年初め、スコット・ルーディンはコロンビア ピクチャーズの下で企画を立ち上げ、4月、デヴィッド・フィンチャーが監督に決まった。撮影は2010年9月にストックホルムで始まった。2011年5月、メトロ・ゴールドウィン・メイヤーが製作費の20%を出資し、一部地域におけるテレビ放映権を取得することが決まった。

## キャスト
| 役名                                 | 俳優                                              | 日本語吹替     |  |
| ------------------------------------ | ------------------------------------------------- | -------------- |  |
| ミカエル・ブルムクヴィスト           | ダニエル・クレイグ                                | てらそままさき |  |
| リスベット・サランデル               | ルーニー・マーラ                                  | 東條加那子     |  |
| ヘンリック・ヴァンゲル               | クリストファー・プラマー                          | 稲垣隆史       |  |
| マルティン・ヴァンゲル               | ステラン・スカルスガルド                          | 土師孝也       |  |
| ディルク・フルーデ                   | スティーヴン・バーコフ                            | 浦山迅         |  |
| エリカ・ベルジェ                     | ロビン・ライト                                    | 佐々木優子     |  |
| ニルス・ビュルマン                   | ヨリック・ヴァン・ヴァーヘニンゲン                | 北川勝博       |  |
| アニタ・ヴァンゲル                   | ジョエリー・リチャードソン                        | 田中敦子       |  |
| セシリア・ヴァンゲル                 | ジェラルディン・ジェームズ                        | 宮寺智子       |  |
| ドラガン・アルマンスキー             | ゴラン・ヴィシュニック                            | 田中正彦       |  |
| グスタフ・モレル警部補               | ドナルド・サムター 若年期: デヴィッド・デンシック | 小島敏彦       |  |
| ハンス＝エリック・ヴェンネルストレム | ウルフ・フリバーグ                                | 河本邦弘       |  |
| ホルゲル・パルムグレン               | ベント・C・W・カールソン                          |                |  |
| プレイグ                             | トニー・ウェイ                                    | 遠藤純一       |  |
| ハラルド・ヴァンゲル                 | ペル・マイヤーバーグ                              | 塚田正昭       |  |
| ペニラ・ブルムクヴィスト             | ジョセフィン・スプランド                          | 羽飼まり       |  |
| アンナ・ニーグレン                   | エヴァ・フリトヨフソン                            |                |  |
| ハリエット・ヴァンゲル               | モア・ガーペンダル                                | 坂井恭子       |  |
| 若年のヘンリック・ヴァンゲル         | ジュリアン・サンズ                                |                |  |
| ビルエル・ヴァンゲル                 | マーティン・ジャーヴィス                          |                |  |
| イザベラ・ヴァンゲル                 | インガ・ランドグレー                              | 谷育子         |  |
| グンナン・ニルソン                   | マッツ・アンデルソン                              |                |  |
| リヴ                                 | アーリー・ジョバー                                | 行成とあ       |  |
| グレーゲル                           | アラステア・ダンカン                              | 伊藤和晃       |  |
| イサクソン刑事                       | アラン・デイル                                    | 麦人           |  |
| ミルドレッド                         | レナ・ストロンダール                              | 水野ゆふ       |  |
| リンドグレーン                       | アン＝リー・ノルバーグ                            | 原島梢         |  |
| トリニティ                           | レオ・ビル                                        | 樋口智透       |  |
| ミリアム・ウー                       | エロディ・ユン                                    |                |  |
| アニカ・ジャンニーニ                 | エンベス・デイヴィッツ                            | 山像かおり     |  |
|                                      |                                                   |                |  |
| 演出                                 | 演出                                              | 安江誠         |  |
| 翻訳                                 | 翻訳                                              | 徐賀世子       |  |
| 制作                                 | 制作                                              | グロービジョン |  |

- 日本版予告編ナレーション：来宮良子他

クレイグは2010年7月に3部作全てでブルムクヴィスト役を演じる契約を結んだ。その後、2010年8月にマーラの出演が決定した。

## あらすじ
記者ミカエル・ブルムクヴィストは大物実業家ヴェンネルストレムの武器密売をスクープし、名誉毀損で訴えられ裁判で敗訴し全財産を失う。失意のミカエルに、別の大物実業家から電話がかかってくる。一族の謎を解明して欲しいとの依頼で、見返りに裁判判決を逆転させるような証拠を渡すという。謎とは、40年前に行方不明になった16歳の少女のことであり、一族の誰かに殺されたという。
依頼を引き受けたミカエルは、猟奇連続殺人に関わる一族の秘密を知ることになる。ミカエルは、彼に興味を持ったドラゴンの刺青をしたフリーの天才女ハッカーであるリスベットとともに捜査を進め、すべての謎と事件を解決していく。

## 公開
2011年5月28日、トレント・レズナーとカレンOによる「移民の歌」のカバーが全編に用いられた年齢制限付きの短い予告編の盗撮映像がオンラインに流出した。

## 受賞
- 第84回アカデミー賞で編集賞を受賞。
- ドイツの大手金融サービス会社アリアンツ・グループから、「2011年最もリスクの高い映画賞」を受賞。 - 映画製作中には、車やバイクの追跡シーンや、銃や拷問器具を使った戦闘シーンなどが多く、保険専門家に冷や汗をかかせたという[12]。

## ソフト化
日本ではソニー・ピクチャーズ エンタテインメントよりBlu-ray Disc、DVDが2012年6月13日に発売された。